# Andrea Lo Cicero
Andrea Lo Cicero Vaina (Catania, 7 maggio 1976) è un ex rugbista italiano, il cui ruolo in carriera era quello di pilone sinistro.
Soprannominato "Barone" per via delle ascendenze nobiliari della sua famiglia, vanta 103 presenze nella nazionale italiana, con la quale ha preso parte a quattro edizioni della Coppa del Mondo di rugby.
Dopo il termine dell'attività agonistica ha collaborato saltuariamente ad alcune produzioni televisive.

## Biografia
Nato a Catania da famiglia che vantava ascendenze nobiliari (da cui il soprannome "Barone" con il quale viene tuttora chiamato), Andrea Lo Cicero, nipote di rugbista (suo zio Michele fu giocatore nell'Amatori Catania), fu avviato alla pratica da Pippo Puglisi, insegnante di educazione fisica e fratello di Nino Puglisi, già nazionale negli anni settanta, nonché allenatore.
Fu proprio con gli Amatori, nelle cui giovanili entrò a 17 anni nel 1993, che Lo Cicero esordì in campionato (24 settembre 1995, avversario il Piacenza); con il club etneo rimase fino al 1997, dopodiché fu al Bologna per una stagione; nel 1998 fu la volta del trasferimento al Rovigo, squadra nella quale si impose quasi subito come titolare.
Anche a Rovigo l'esperienza durò una stagione, perché nel 1999 fu nella Capitale al Rugby Roma, squadra con la quale si laureò campione d'Italia al termine della stagione 1999-2000.
Nel frattempo giunse la chiamata in Nazionale: già Georges Coste, allora C.T., aveva convocato Lo Cicero per la Coppa del Mondo di rugby 1999 in Galles, competizione nella quale, comunque, non fu mai schierato in campo; nel 2000, sotto la conduzione tecnica di Brad Johnstone, esordì in maglia azzurra nel Sei Nazioni contro l'Inghilterra; dopo quell'incontro giocò da titolare tutti i rimanenti impegni nel torneo, e prese parte al tour oceaniano dell'estate successiva.
Nel 2001 Lo Cicero si trasferì in Francia al Tolosa, compagine nella quale rimase poco più di una stagione prima di ritornare (febbraio 2003) a Roma, questa volta nella S.S. Lazio, squadra della quale, nel biennio di permanenza, ricoprì il doppio ruolo di giocatore e allenatore.
Nel 2003 il nuovo C.T. della Nazionale John Kirwan inserì Lo Cicero nella rosa dei convocati alla Coppa del Mondo in Australia, che vide il pilone siciliano scendere in campo da titolare in 3 dei 4 incontri disputati dall'Italia.
Nel 2004 fu ingaggiato a L’Aquila e, a fine anno, giunse l'invito a giocare nei Barbarians: l'incontro si tenne il 4 dicembre 2004 a Twickenham e gli avversari furono gli All Blacks, che contro il club a strisce bianconere terminavano il loro tour nell'Emisfero Nord.
Entrato nel secondo tempo, Lo Cicero realizzò quasi subito una delle 3 mete totali della sua squadra, che tuttavia perse 19-47.
Dopo tale invito fece parte dei Barbarians anche nel 2005 e 2006.
Nel frattempo C.T. della Nazionale italiana era diventato il francese Pierre Berbizier, il quale si avvalse anch'egli del contributo di Lo Cicero: dopo i test match di qualificazione alla Coppa del Mondo di rugby 2007, il giocatore fu convocato per il torneo in Francia, nel corso del quale disputò 4 incontri, due da titolare e due da subentrato.
Alla fine della Coppa del Mondo seguì l'allenatore Berbizier in Francia al club parigino del Racing Métro 92 insieme al suo compagno di reparto, il tallonatore aquilano Carlo Festuccia; nel 2009 il club fu promosso in Top 14, la prima divisione francese.
Fu impegnato anche durante il quadriennio di Nick Mallett alla guida della Nazionale, prendendo parte anche alla Coppa del Mondo di rugby 2011; a disposizione del tecnico Jacques Brunel, durante il Sei Nazioni 2013 raggiunse e superò il precedente record di presenze di Alessandro Troncon (101) e si ritirò dal rugby internazionale il 16 marzo 2013, giorno del suo 103º incontro, una vittoria per 22-15 sull'Irlanda nell'ultima giornata di torneo; contemporaneamente all'annuncio della fine della carriera internazionale, giunse anche quello del suo definitivo ritiro al termine della stagione di campionato; disputò il suo ultimo incontro in assoluto a Hong Kong il 1º giugno 2013, invitato dai Barbarians per un incontro con i British Lions.
Appassionato di vela e di giardinaggio, tra il 2014 e il 2017 Lo Cicero condusse per il canale satellitare Sky Uno la trasmissione Giardini da incubo, in cui insegnava a manutenere e a ridare vita a giardini mal tenuti e abbandonati.
Per il canale televisivo Gambero Rosso ha presentato nel 2020 un altro programma gastronomico, L'erba del Barone.

## Palmarès
- Campionati italiani: 1
Rugby Roma: 1999-2000

## Programmi TV
- Giardini da incubo (Sky Uno, 2014-2015)
- La prova del cuoco (Rai 1, 2018)
- L'erba del Barone (Gambero Rosso Channel, 2021)
- Back to School 1 (Italia 1, 2022)
- La strana coppia (Gambero Rosso Channel, 2022)
- Alessandro Borghese - Celebrity Chef (TV8, 2022) - concorrente
- L'isola dei famosi (Canale 5, 2023)
- Non sono una signora (Rai 2, 2023)

## Opere
- Il barone. Un'autobiografia, Paolo Cecinelli, Milano, Baldini Castoldi Dalai, 2007, ISBN 88-6073-009-0.